# American Renaissance
American Renaissance ist eine 1941 von F. O. Matthiessen geprägte Bezeichnung der Literaturwissenschaft, genauer gesagt der American Studies, für den literaturgeschichtlichen Zeitraum von 1830 bis 1865.